# Parafia św. Jana Pawła II w Ełku
Parafia świętego Jana Pawła II w Ełku została utworzona 20 stycznia 2005 roku jako parafia św. Faustyny Kowalskiej. W dniu 8 czerwca 2012 roku biskup ełcki Jerzy Mazur zmienił jej wezwanie na bł. Jana Pawła II. Należy do dekanatu Ełk - Matki Bożej Fatimskiej diecezji ełckiej. Kościół parafialny to tymczasowa kaplica wybudowana w 2012 roku. Parafię prowadzą księża diecezjalni. 
Przy parafii istnieje niepubliczne Przedszkole Katolickie "U Lolka" im. św. Jana Pawła II.
16 września 2018 roku w ramach obchodów 100. rocznicy odzyskania niepodległości przez Polskę odsłonięto pomnik "Bramę Niepodległości".  